# Amin Niffouri
Amin Niffouri (Las Piedras, 1971) es un político uruguayo perteneciente al Partido Nacional.
Procede de una familia de ascendencia siria.
Integra el sector TODOS, de Luis Lacalle Pou. Fue elegido al Parlamento en 2009, siendo reelecto para los dos siguientes periodos.